# Komencanto
Komencanto is een internationaal tijdschrift voor Esperantisten die willen schrijven en initiatief willen nemen, en voor mensen die Esperanto leren, beheersen of onderwijzen. Het blad is zeer geschikt voor cursussen, groepen en verenigingen.
De eerste afleveringen van "Komencanto" verschenen eind 1992 en waren bedoeld als hulpmiddelen voor corresponderende cursisten van Viktor Kudrjavcev. Vanaf die tijd is hij redacteur en uitgever van het tijdschrift. De katerns bestonden toen maar uit 4 pagina's en werden alleen in Rusland gedistribueerd. Het doel van het krantje was om aan beginners de mogelijkheid te geven om het Esperanto in het openbaar te kunnen oefenen en om de cursisten aan te sporen om deze eerste passen te zetten.
Tegenwoordig is 'Komencanto' heel internationaal met lezers in meer dan 30 landen. Vaak verschijnen er nieuwe en fijnzinnige werken van beginnende auteurs uit het ledenbestand van 'Komencanto'. Het tijdschrift bevat veel diverse rubrieken. De meest interessante 'Lingvaj respondoj' van L. Zamenhof verschijnen erin en geestige adviezen, regels op rijm, interessante taalkundige analyses. Je kunt er ook verhalen vinden over leuke avonturen, die waar gebeurd zijn, spelen, spreuken, anekdotes, raadsels, kruiswoordpuzzels, rebussen. Alles is vrijwel geïllustreerd.
Natuurlijk, 'Komencanto' heeft niet alleen een verstrooiend, maar ook een serieus deel met verhalen over het praktisch gebruik van het Esperanto op verschillende gebieden. De inhoud varieert van gedichten over iemands eigen stad tot culinaire recepten. De lezers dragen zelf heel veel bij aan de totstandkoming van het tijdschrift.
Vanaf 2002 heeft 'Komencanto' 16 pagina's in A4-formaat, een gekleurd kaft en verschijnt om de maand (6x per jaar). Het heeft geen dringende informatie en is daarom altijd actueel. Abonnees ontvangen de hele jaargang, onafhankelijk van het tijdstip van abonneren.
- Pagina van KOMENCANTO